# Destination Unknown
Destination Unknown is een Amerikaanse dramafilm uit 1933 onder regie van Tay Garnett.

## Verhaal
Tijdens een hevige zeestorm komen de kapitein en de eerste stuurman van de schoener Prince Rupert om het leven. De rest van de bemanning zit vast in het midden van de Grote Oceaan. Er ontstaan al vlug spanningen op het schip.

## Rolverdeling
| Acteur                      | Personage    |
| --------------------------- | ------------ |
| Pat O'Brien                 | Matt Brennan |
| Ralph Bellamy               | Verstekeling |
| Alan Hale                   | Lundstrom    |
| Russell Hopton              | Georgie      |
| Tom BrownTom Brown (acteur) | Johnny       |
| Betty Compson               | Ruby Smith   |
| Noel Madison                | Maxie        |
| Stanley Fields              | Gattallo     |
| Rollo Lloyd                 | Dr. Fram     |
| Willard Robertson           | Joe Shano    |
| Charles Middleton           | Turk         |
| Richard Alexander           | Alex         |
| Forrester Harvey            | Ring         |
| George Regas                | Tauru        |